# 无聊艺术
無聊藝術，此概念為中國職業藝術家、批評家兼獨立策展人王南溟所提出，相對於關注現實社會問題、呈現觀點或立場的「批判性藝術」（以渠岩《權力空間》攝影為例），「無聊藝術」虛假而莫名其妙，以「陌生化」為創作手段，如以假圖片為主的「觀念攝影」或資本和時尚圈青睞的審美化藝術皆是。

## 爭議
對於王南溟的批評，被冠上無聊藝術的藝術家們則抨擊批判性藝術過於直白。對此，王南溟認為是無聊藝術家將藝術看得太過狹隘。
王南溟更認為，無聊藝術只是寄生在前衛藝術下的審美功利主義，即使是最差的「焦點訪談」攝影作品，因符合「批評性藝術」，也遠勝大而無當的無聊藝術。
美術評論家彭德對於王南溟及此論點嗤之以鼻，發表《我為什麼要批評王南溟 （页面存档备份，存于）》、《王南溟坐台論》等文章批評之。